# Guldbaggegalan 1968
Den femte Guldbaggegalan, som belönade svenska filmer från 1967 och 1968, hölls den 21 oktober 1968 på Operaterrassen i Stockholm, med Harry Schein som värd och Olof Palme som prisutdelare. Filmen Hugo och Josefin, som fick pris för bästa regi och högsta kvalitetspoäng, var den första barnfilm som belönats med guldbagge.

## Vinnare
| Högsta kvalitetspoäng                                    | Bästa regi                       |
| -------------------------------------------------------- | -------------------------------- |
| - Hugo och Josefin (1,8)                                 | - Kjell Grede – Hugo och Josefin |
| Bästa skådespelerska                                     | Bästa skådespelare               |
| - Lena Nyman – Jag är nyfiken – en film i gult och blått | - Halvar Björk – Badarna         |